# Brzuza (województwo mazowieckie)
Brzuza (do 31 grudnia 2002 Brzóza) – wieś w Polsce położona w województwie mazowieckim, w powiecie węgrowskim, w gminie Łochów. Ma status sołectwa.
| SIMC    | Nazwa  | Rodzaj |
| ------- | ------ | ------ |
| 0678736 | Brzóza | osada  |

Wieś królewska Brzoza położona była w drugiej połowie XVI wieku w powiecie kamienieckim ziemi nurskiej województwa mazowieckiego. W latach 1975–1998 miejscowość administracyjnie należała do województwa siedleckiego. 1 stycznia 2003 nastąpiła zmiana nazwy wsi z Brzóza na Brzuza, jednak osada wsi zachowała pisownię Brzóza, a więc przez ó. Rozbieżność ta, mimo że rozróżnia dwie jednostki, może się wydać mylącą.
Wieś znajduje się na terenie Nadbużańskiego Parku Krajobrazowego.
Wierni Kościoła rzymskokatolickiego należą do parafii św. Stanisława Kostki w Jerzyskach